# Cepora temena
Cepora temena är en fjärilsart som först beskrevs av William Chapman Hewitson 1861.  Cepora temena ingår i släktet Cepora och familjen vitfjärilar. Inga underarter finns listade i Catalogue of Life.

## Bildgalleri

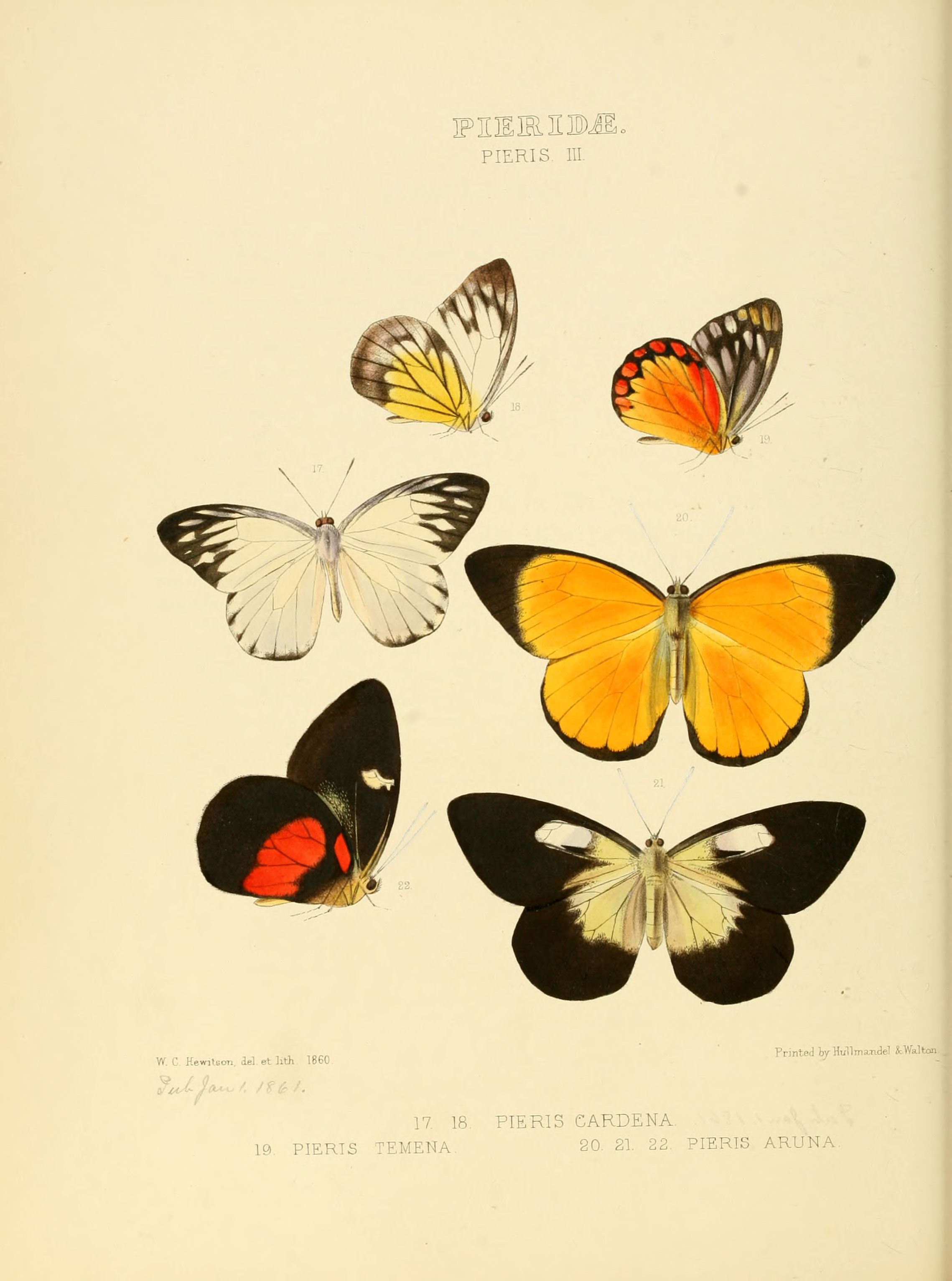